# L'art de la fuga

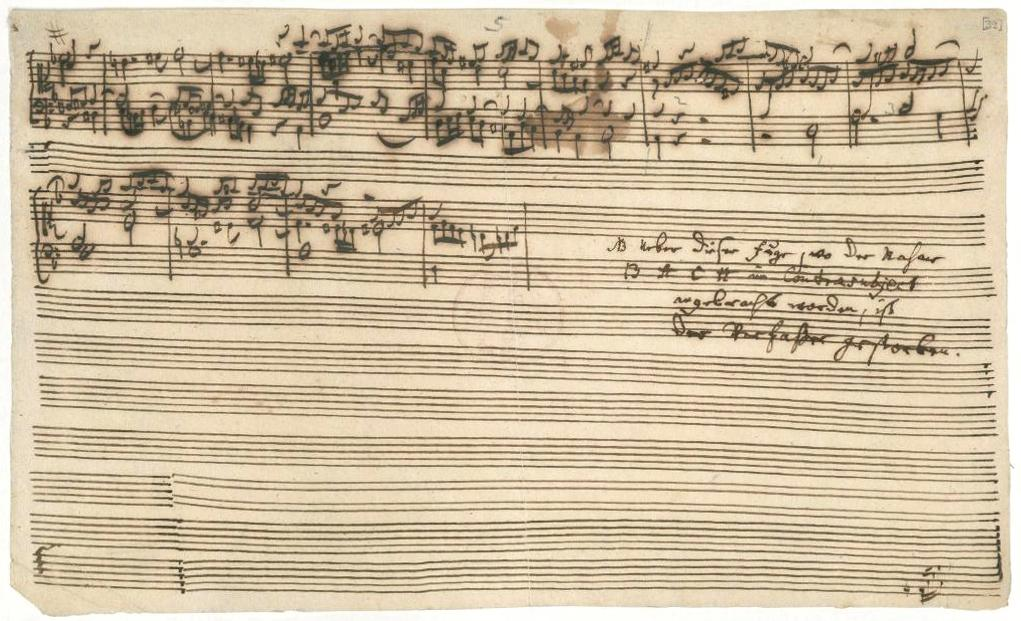
Manuscrit de l'última pàgina de la darrera fuga, incompleta.

L'art de la fuga (en alemany: Die Kunst der Fuge), BWV 1080, és una obra musical composta per Johann Sebastian Bach que va començar probablement entre el 1738 i el 1742. Fou publicada inacabada l'any 1751 després de la seva mort. Composta amb la idea que fos un conjunt d'exemples de les tècniques del contrapunt, està formada per 14 fugues (l'última va quedar incompleta) i quatre cànons, tots sostinguts sobre el mateix tema (o subjecte) en re menor, aparentment simple. L'obra va ser publicada sense cap indicació de la instrumentació ni de l'ordre, cosa que ha donat lloc a nombroses versions.

## Ordre

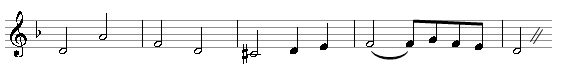

### Les fugues
- 4 fugues simples (Contrapunctus I - IV)
- 3 fugues amb respostes invertides (Contrapunctus V - VII)
- 4 fugues dobles / triples (Contrapunctus VII - XI)
- 2 fugues mirall (Contrapunctus XII - XIII)
- Fuga quàdruple inacabada (Contrapunctus XIV)

### Cànons
- Canon per Augmentationem in contrario motu
- Canon alla Ottava
- Canon alla Duodécima in contrapunto alla Quinta
- Canon alla Decima in contrapunto alla Terza Contrapunctus XIV. (Fuga a 3 temes, el tercer dels quals està basat en el considerat tema BACH (les notes B-A-C-H estan escrites en notació alemanya, on B és Si bemoll, A és La, C és Do i H és Si).

## Importància d'aquesta obra
L'art de la fuga és considerada una de les obres mestres de la història de la música, la composició més teòrica de Bach i una complexa i magnífica demostració del seu coneixement contrapuntístic.